# Teófilo de Cesarea
San Teófilo (?, siglo II-Cesárea Marítima, 195) fue obispo de Cesarea Palestina, que en tiempo del emperador Septimio Severo brilló por su sabiduría e integridad de vida.
Entre otros logros que consiguió, se hizo célebre por ser él quien en el siglo II luchó por unificar en la Iglesia naciente la fecha de celebración de la Pascua. La división de opiniones fue tan tensa, que se hizo necesario convocar el Concilio de Cesarea precisamente para conciliar las distintas posturas, Teófilo mostró mucha habilidad en la dirección del concilio para poner de acuerdo a todos los padres conciliares, de manera que se escribió una encíclica y se expidieron edictos a las demás iglesias para que a partir de entonces todas celebraran la Pascua según el actual calendario, como fiesta movible, siguiendo el modelo judío, pero con el domingo de Resurrección (y no el Viernes Santo) como culminación de la Pascua. También fue conocido por su oposición a Cuartodecimanismo.